# CD San Roque de Lepe
Club Deportivo San Roque de Lepe – hiszpański klub piłkarski, mający siedzibę w mieście Lepe, w południowo-zachodniej części kraju. Obecnie występuje w Tercera División.

## Sukcesy

### Trofea międzynarodowe
Nie uczestniczył w rozgrywkach europejskich (stan na 31-05-2019).

### Trofea krajowe
| \| \| Zdobyte trofea w rozgrywkach Hiszpanii (stan na: 31-05-2019) \| |                                                              |      |          |
| Rozgrywki                                                             | Osiągnięcie                                                  | Razy | Sezon(y) |
| · Mistrzostwo                                                         | I miejsce                                                    | 0    |          |
| · Mistrzostwo                                                         | II miejsce                                                   | 0    |          |
| · Mistrzostwo                                                         | III miejsce                                                  | 0    |          |
| · Puchar                                                              | zdobywca                                                     | 0    |          |
| · Puchar                                                              | finalista                                                    | 0    |          |
| · Puchar                                                              | 1/16 finału                                                  | 1    | 2011/12  |
| II liga                                                               | I miejsce                                                    | 0    |          |
| II liga                                                               | II miejsce                                                   | 0    |          |
| II liga                                                               | III miejsce                                                  | 0    |          |
| Hiszpania                                                             | Zdobyte trofea w rozgrywkach Hiszpanii (stan na: 31-05-2019) |      |          |

- Segunda División B/Tercera División (D3):
  - 5.miejsce: 2010/11

- Tercera División/Divisiones Regionales (D4):
  - mistrz: 1963/64, 2008/09
  - wicemistrz: 1965/66, 2013/14
  - 3.miejsce: 1962/63, 1964/65, 1968/69, 1989/90, 1991/92, 1997/98

- Divisiones Regionales (D5):
  - mistrz: 2000/01, 2003/04
  - wicemistrz: 1986/87, 2006/07
  - 3.miejsce: 1972/73, 1973/74, 1974/75